# Charles Duguid
Charles Duguid (* 6. April 1884 in Saltcoats, Ayrshire, Großbritannien; † 5. Dezember 1986 in Adelaide, Australien) war ein Arzt, der sich für die Rechte der Aborigines einsetzte und an der Gründung der Ernabella-Mission maßgeblich beteiligt war.

## Frühes Leben
Er war der Sohn von Charles Duguid und dessen Frau Jane Snodgrass Kinnier. Duguid studierte an der Ardrossan Academy und an der High School in Glasgow Kunst und später Medizin an der Glasgow Universität. Als er an der Glasgow Universität studierte, arbeitete er als Arzt in den Slums der Stadt. Im Jahre 1911 ging er auf eine Schiffsreise als Chirurg nach Australien, aufgrund seiner Erlebnisse in Australien emigrierte er im Jahre 1912 dorthin.

## Leben in Australien
Duguid arbeitet nach 1912 als Allgemeiner Arzt in Nhill in Victoria, wo er seine erste Frau Irene Young heiratete. Sie hatten einen gemeinsamen Sohn, den sie ebenso Charles nannten. Im Februar 1917 segelte Duguid nach Ägypten als Medizinischer Offizier. Anschließend ging er im Jahre 1919 nach Schottland zurück, um nachträglich einen Abschluss als Chirurg zu erwerben.
Nachdem seine erste Frau 1927 gestorben war, heiratete er Phyllis Lade und hatte mit ihr zwei Kinder, Andrew and Rosemary.

## Rechte der Aborigines
Der Mord an einem weißen Mannes am Landers Creek durch einen Aborigine führte dazu, dass die Polizei im so genannten Coniston-Massaker 17 Aborigines auf der Jagd nach dem Mörder erschoss. Dieser Vorfall leitete eine Wende in seinem Leben für die Rechte der Aborigines ein. Zusammen mit seiner Frau gründete er im Jahre 1935 die South Australian Aboriginal Advancement League, in der Duguid 1935 zum Präsidenten gewählt wurde und später nochmal von 1951 bis 1961.
1937 half Duguid, die Ernabella-Mission in den Musgrave Ranges von South Australia zu gründen. Er schrieb und sprach in England und auch in Australien und Neuseeland über die Lebensbedingungen der australischen Aborigines. Er war aktiv für andere Organisationen, die sich für die Rechte der Aborigine einsetzen, wie für den Council for Aboriginal Rights und die Association for the Protection of Native Races. 1947 führte er die Kamgagne gegen das britisch-australische Raketentestprogramm in Zentralaustralien. Duguid war von 1944 bis 1960 Präsident der Nursing Society of South Australia.
In Verbindung seiner Arbeit mit den Aborigines half Duguid die English Speaking Union zu gründen, deren Vorsitzender er 1931 wurde. 1935 wurde er zum Moderator der Presbyterian Church von South Australia gewählt. Aufgrund seiner Haltung wurde er mit FCAA's left-wing leadership tituliert, als linker Führer der Bewegung für die Rechte de Aborigines.
1958 nahm Duguid an dem Treffen in Adelaide teil, das zur Gründung des Federal Council for Aboriginal Advancement (FCAA) führte, und wurde ihr erster Präsident.

## Ehrungen
1970 wurde Duguid mit dem Order of the British Empire für seine Arbeit mit Aborigines ausgezeichnet und 1974 erhielt er den „Anisfield-Wolf Award“ für seine Autobiografie Doctor and the Aborigines. Ihm und seiner Frau Phyllis zu Ehren wurde 2002 eine Organisation zur Unterstützung von Aborigine-Schülern gegründet.

## Alter
Zu seinem 100. Geburtstag sang der Ernabella-Chor in Adelaide. Duguid starb in Adelaide im Alter von 102 Jahren und wurde bei der Ernabella-Mission in Australien beigesetzt.